# Napoleon: Total War
Napoleon: Total War – strategiczna gra turowa z serii Total War wyprodukowana przez studio The Creative Assembly i wydana przez Segę. Napoleon: Total War przenosi gracza w epokę europejskich wojen przełomu XVIII i XIX wieku, pozwalając mu wcielić się w postać Napoleona Bonaparte.
Do gry wydano cztery dodatki DLC: Coalition Battle Pack (5 maja 2010), The Peninsular Campaign (22 czerwca 2010), Imperial Eagle Pack (18 czerwca 2012) oraz Heroes of the Napoleonic Wars (18 czerwca 2012; wcześniej dostępny tylko w Cesarskiej Edycji gry).
W grze można rozgrywać autentyczne bitwy historyczne, w których dowodził Napoleon Bonaparte. Ponadto można rozgrywać bitwy w trybie wieloosobowym (od 2 graczy do 8) a także bitwy jednoosobowe.

## Rozgrywka
Gra została podzielona na cztery kampanie:
- włoską (lata 1796 – 1797)
- egipską (1798 – 1800)
- europejską (1805 – 1812)
- kampanię koalicji (1805 – 1813)

Ponadto dodatek The Peninsular Campaign wzbogaca grę o kampanię iberyjską (1811 – 1814).